# Lukas Turtur

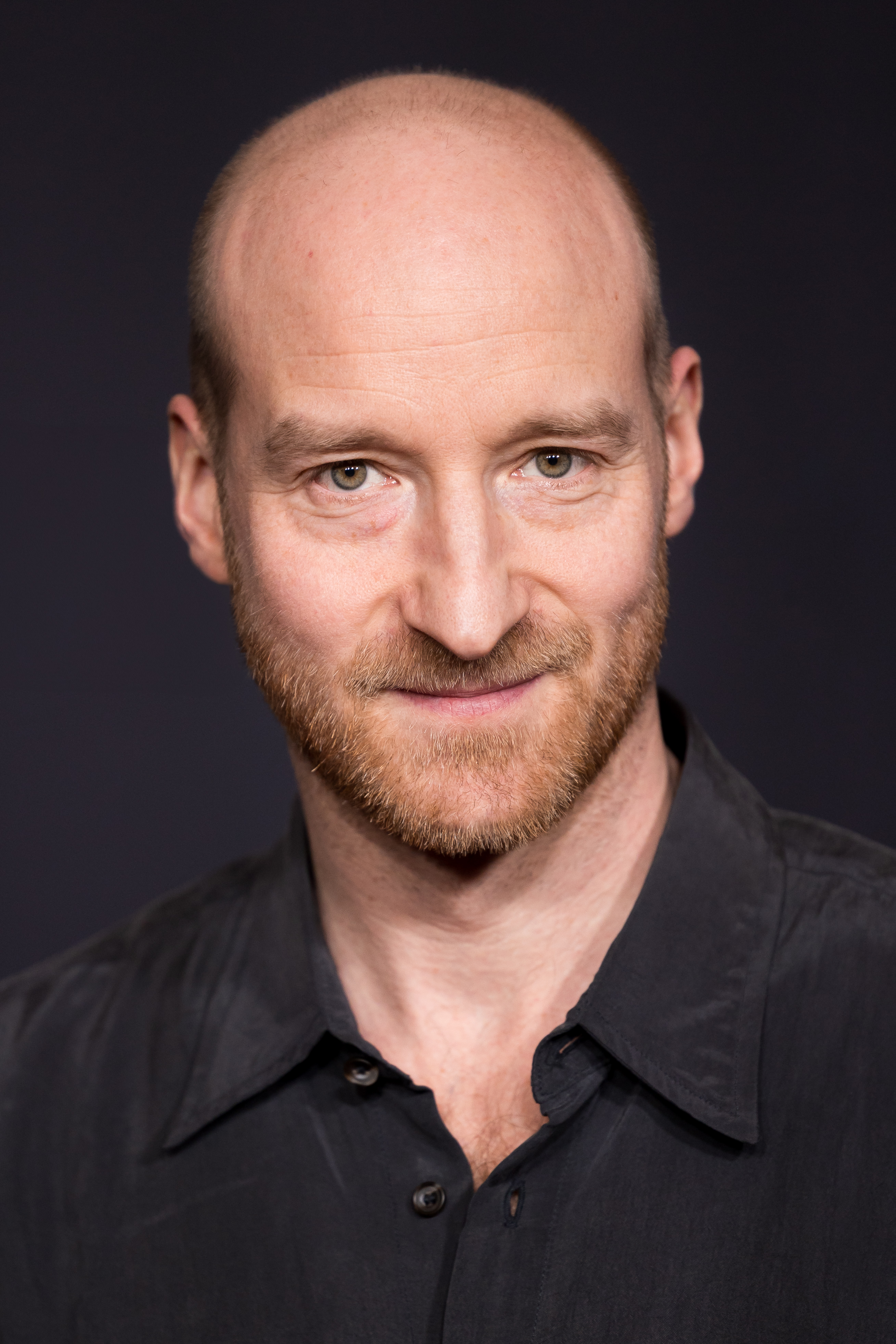
Lukas Turtur (2024)

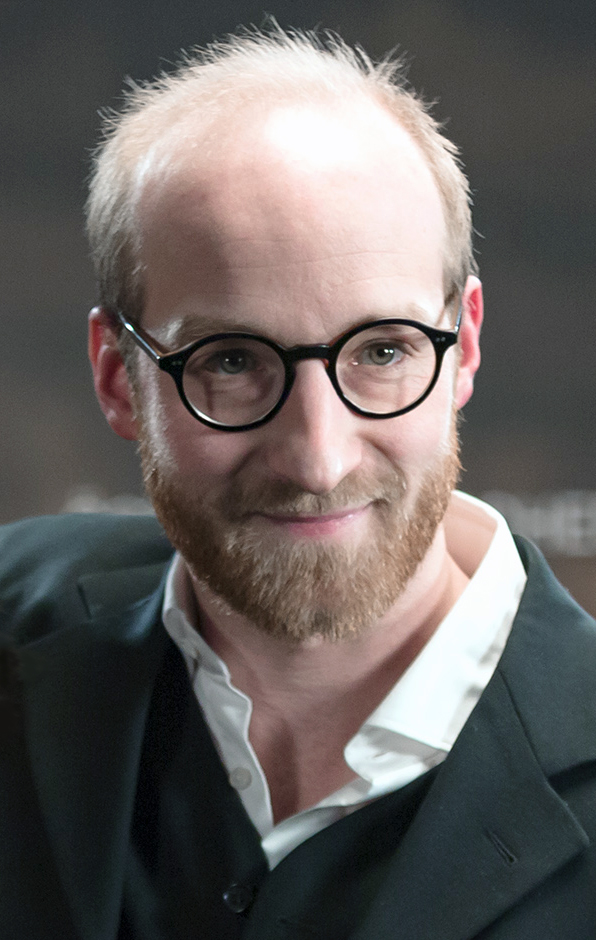
Lukas Turtur (2017)

Lukas Turtur (* 1984 in München) ist ein deutscher Schauspieler. Seine Bühnenkarriere führte ihn als Ensemblemitglied über das Stadttheater Bern und Münchner Residenztheater an die Berliner Schaubühne. Internationale Bekanntheit als Kinodarsteller brachte ihm seine Hauptrolle in dem österreichischen Spielfilm Kater (2016) ein.

## Leben
Der Sohn zweier Ärzte wuchs in Schwabing und ab dem 15. Lebensjahr in Münsing auf. Er hat einen Bruder, der international als DJ tätig ist. In seiner Geburtsstadt besuchte Turtur die Rudolf-Steiner-Schule. Bereits als Schüler sammelte er erste Bühnenerfahrungen im Schultheater unter Schauspieler Bodo Bühling sowie ab 14 Jahren bei der Laienbühne Icking von Regisseur Stefan Mayer-Voigt. Erst gegen Ende der Schulzeit entwickelte sich bei ihm der Wunsch, Berufsschauspieler zu werden.
Nach dem Abitur im Jahr 2003 absolvierte Turtur eine Ausbildung zum Rettungssanitäter. Von 2005 bis 2008 folgte ein Schauspielstudium an der Münchner Otto-Falckenberg-Schule.
Im Jahr 2014 stand er auf der Liste der Freien Unabhängigen Wähler (FUW), die sich bei den Kommunalwahlen in Bayern um Mandate im Kreistag bewarben.
Turtur lebt in Berlin. Er zählt u. a. das Wellenreiten zu seinen Hobbys.

## Karriere

### Theaterarbeit
Erste Erfolge als Theaterschauspieler stellten sich für Turtur schon als Schauspielstudent ein. Noch während seines Studiums erhielt er erste Engagements an den Münchner Kammerspielen und wurde im Jahr 2006 mit dem O.-E.-Hasse-Preis als bester Nachwuchsschauspieler ausgezeichnet. Laudator Klaus Völker lobte ihn für seinen „Stilwillen, Humor und Witz“. Im Werkraum der Kammerspiele war Turtur in Stefan Ottenis Inszenierung Der Wolf ist tot als Schupo Alfons zu sehen. Das Stück nach den Brüdern Grimm gewann den Ensemble-Preis der Bayerischen Theatertage sowie des Schauspielschultreffens in Salzburg (2007).
In den Jahren 2007 und 2008 war Turtur als Gast am Deutschen Schauspielhaus in Hamburg (Das Decamerone, Regie: Stefan Otteni), an den Münchner Kammerspielen und am Schauspielhaus Zürich zu sehen. Von 2009 bis 2011 war er zunächst Gast und wurde dann Ensemblemitglied am Stadttheater Bern. Kritikerlob erhielt er dort für seine Darstellung des Grafen vom Strahl in Erich Siedlers Inszenierung von Das Käthchen von Heilbronn (2010).
Von 2011 bis 2016 war Turtur Ensemblemitglied am Münchner Residenztheater, wo er für seine Vielseitigkeit Anerkennung fand. Dort erschien er u. a. als Vergewaltiger in Franz Xaver Kroetz’ Stück Du hast gewackelt. Requiem für ein liebes Kind nach dem Pascal-Prozess und als Trofimow in Calixto Bieitos Inszenierung von Der Kirschgarten (beide 2012). Lob seitens der Kritiker erhielt er für seine Mitwirkung im Ensemble der Gruselkomödie Call Me God (2012), die von den Beltway Sniper Attacks inspiriert wurde und in der er zwischen verschiedenen Rollen wie Polizist, Arzt oder Opfer changierte. Ebenfalls hervorgehoben wurden seine Darstellungen des Algernon in Bunbury, sein Iwagin in Zement (beide 2013) und die Rolle des Mayer in Lehman Brothers. Aufstieg und Fall einer Dynastie (2016).
Zur Spielzeit 2016/17 wechselte Turtur nach Berlin zur Schaubühne. Dort gab er unter der Regie Thomas Ostermeiers mit dem Part des Dr. Löwenstein in Professor Bernhardi seinen Einstand als neues Ensemblemitglied. 2017 war er als übergriffiger Reality-TV-Redakteur Tom in Marius von Mayenburgs neuer Komödie Peng zu sehen. Der Fachkritik fiel er im selben Jahr als sadistischer Protokollchef und Tschekist in Milo Raus Lenin (2017) sowie ein Jahr später als Entertainer in Rainald Goetz’ Stück Jeff Koons (2018) auf. 2019 war er in acht verschiedenen Rollen in Ostermeiers Inszenierung von Ödön von Horváths Jugend ohne Gott bei den Salzburger Festspielen zu sehen, darunter die als Richter.

### Erfolg als Filmschauspieler
Parallel zu seiner Theaterkarriere tritt Turtur seit 2007 auch als Film- und Fernsehschauspieler in Erscheinung. Im Kino debütierte er mit Nebenrollen in drei Filmen von Marcus H. Rosenmüller (Beste Zeit, Beste Gegend, Räuber Kneißl). Im Jahr 2009 gehörte er zum Ensemble von Bettina Oberlis Krimidrama Tannöd. Den internationalen Durchbruch als Filmschauspieler ebnete ihm 2016 seine erste Hauptrolle in dem österreichischen Kinofilm Kater. In dem Beziehungsdrama agierte Turtur gemeinsam mit Philipp Hochmair freizügig als langjähriges Liebespaar, das durch einen unerhörten Vorfall aus der Bahn geworfen wird. Regisseur Händl Klaus hatte aufgrund der dargestellten Nacktheit lange suchen müssen, um die Rollen besetzen zu können. Turtur war bereits 2010 in Bern in seinem Stück Gruppe Junger Hund aufgetreten, Regisseur Stefan Otteni hatte ihn weiterempfohlen. Kater wurde auf der Berlinale 2016 mit dem Teddy Award ausgezeichnet und für den Österreichischen Filmpreis nominiert, während Turtur und Hochmair für ihre Leistung großes Lob seitens der Filmkritik erhielten.

## Filmografie (Auswahl)
- 2007: Beste Zeit
- 2008: Beste Gegend
- 2008: Räuber Kneißl
- 2009: Tannöd
- 2010: Ein Fall für Fingerhut (Fernsehfilm)
- 2010: Kommissarin Lucas – Spurlos (Fernsehfilm)
- 2011–2014: SOKO München (Fernsehserie, 3 Folgen)
- 2011: Was ich kann (Kurzfilm)
- 2012: München 7 (Fernsehserie, 1 Folge)
- 2013: Die Rosenheim-Cops (Fernsehserie, 1 Folge)
- 2016: Kater
- 2016: Schutzpatron. Ein Kluftingerkrimi (Fernsehfilm)
- 2016: Dinky Sinky
- 2017: Der Nestling (Kurzfilm)
- 2023: Tatort: Nichts als die Wahrheit
- 2023: Club Zero
- 2024: Ivo
- 2024: Der Geier – Die Tote mit dem falschen Leben
- 2025: Tatort: Charlie

## Hörspiele (Auswahl)
- 2015: Robert Hültner: Radio-Tatort: Schenja (Bernhard Lohner) – Regie: Ulrich Lampen (Original-Hörspiel, Kriminalhörspiel – BR)
- 2020: Magdalena Schrefel: Ein Berg, viele (Sprecher) – Regie: Teresa Hoerl (Originalhörspiel – BR/ORF)
  - Auszeichnung: Hörspiel des Monats Oktober 2020
- 2020: Silke Lambeck: Mein Freund Otto, das wilde Leben und ich – Regie: Robert Schoen (Hörspielbearbeitung, Kinderhörspiel – HR/NDR/Deutschlandradio)
- 2020: Silke Lambeck: Mein Freund Otto, das große Geheimnis und ich (Mattis Vater) – Regie: Robert Schoen (Hörspielbearbeitung, Kinderhörspiel – HR/NDR/Deutschlandradio)

## Auszeichnungen
- 2006: O.-E.-Hasse-Preis